# María Esquivel
María Esquivel (Quemado de Güines, Las Villas, Cuba, 10 de mayo de 1934 - Ciudad de México, México, 30 de junio de 2007), también conocida artísticamente como Mary Esquivel, fue una actriz, bailarina, cantante, rumbera y vedette mexicana de origen cubano. En la Época de oro del cine mexicano, fue recordada por su participación en la película, El duende y yo (1961), junto al actor cómico Germán Valdés "Tin-Tan".

## Biografía

### Inicios
María Esquivel nació en Quemado de Güines, Las Villas, el 10 de mayo de 1934. A principios de la década de 1940 se mudó con su familia para La Habana. Desde muy pequeña empezó a declamar en la escuela, además escribía sus propios poemas. A los 14 años debutó como declamadora profesional, y al año siguiente parte a México a probar fortuna, tratando de abrirse paso en el cine. Participa en un concurso organizado por el cineasta Juan Orol en Cuba para encontrar a su nueva musa cinematográfica (después de su divorcio de la rumbera cubana María Antonieta Pons). Sin embargo, Orol termina eligiendo como la nueva estrella de sus películas a la también rumbera Rosa Carmina. Esquivel parte a una gira por Centroamérica antes de regresar a Cuba. Se casa en 1953, eventualmente se divorcia y vuelve a actuar sin mucho éxito. En 1955 se reencuentra con Juan Orol, quien estaba en Cuba precisamente para hacer una película. Esquivel se casa con Orol y parten a México.

### Carrera
Esquivel comienza a aparecer en películas bajo la dirección de Orol. Debuta en un pequeño rol en la cinta Historia de un marido infiel (1956), protagonizada por Rosa Carmina. Un año después, Orol le otorga su primer rol estelar en la cinta Te odio y te quiero. En 1958 realiza su primera cinta sin la batuta de Orol, Los salvajes, cinta dirigida por Rafael Baledón y en la que tiene la oportunidad de alternar con Pedro Armendáriz.  La cinta compitió en el Festival de Cannes de ese año, donde, sin embargo, fue destrozada por la crítica. En ese mismo año, filma bajo la batuta de Orol la cinta Un farol de la ventana, filmada en Cuba y que pasó en los cines sin pena ni gloria. Bajo la batuta de Rogelio A. González filma también Mujer en condominio, donde alterna con el célebre compositor Agustín Lara. En ese mismo año, Esquivel protagoniza una de sus cintas más recordadas, y probablemente una de las cintas más célebres de Juan Orol: Zonga, el ángel diabólico. Orol decidió quemar sus naves en una súper producción, haciendo uso, por primera vez, del color y el cinemascope. El argumento tenía su origen en un cómic de mucho éxito: ¡Tabú!, de Guillermo de la Parra, luego conocido en los años 1970's como Rarotonga. Esto redundó en beneficio de la película. Al fin, el "director de las multitudes", como se hacía llamar Orol, volvía a encontrarse con la taquilla, después de tantos fracasos. Mary Esquivel comenzaba a brillar con cierta intensidad.
En 1959 Orol y Esquivel pusieron sus ojos en España. El director Manuel Mur Oti, casi una institución en España, fue el cómplice elegido para esta nueva aventura que se tituló Duelo en la Cañada, drama de época, donde Orol únicamente co-producía. Aquí, la Esquivel, era una inocente cantante de mesón que por azares del guion se veía envuelta en un crimen no cometido. De regreso en México, la actriz actúa sin la batuta de Orol en la cinta Los Santos Reyes, donde alterna con Antonio Aguilar, Antonio Badú y Sara García, entre otros.
En 1960, la pareja fílmica regresa a Cuba, donde filman Tahimí, la hija del pescador. Como compañeros de reparto Orol contrató a Rubén Rojo y a Armando Calvo. En 1961 la actriz comparte créditos con Germán Valdés "Tin-Tan" en la cinta El duende y yo. 
Esquivel trabaja con Orol en otras cuatro cintas más. En 1964 realiza también una actuación en la telenovela mexicana El Crisol. Así continuaron hasta que en 1964 decidieron divorciar sus afectos e intereses y cada uno seguir su camino. Mary Esquivel se retiró de los focos y el celuloide. Al sexagenario Orol, en cambio, le quedaron arrestos para una cuarta musa, Dinorah Judith, la estrella del ocaso, que siguiendo el camino de sus antecesoras también se convirtió en esposa, la quinta y postrera esposa, del polémico realizador.

### Retiro y fallecimiento
Después de filmar su última cinta El crimen de la hacienda (1964), Mary Esquivel se retiró del mundo del espectáculo y durante muchos años su paradero y actividades fueron desconocidas.

## Anécdotas
- En 1957, la actriz lanzó un disco titulado Te odio y te quiero: Mary Esquivel, Canciones de sus películas.

Le acompañaron las orquestas de Rey Díaz Calvet y Félix Guerrero.
- El productor español Manuel Mur Oti reveló algunas anécdotas del rodaje de Duelo en la cañada, cuando Orol, olvidando la tenaz censura franquista, exigía que los trajes de Esquivel fueran más atrevidos, con un escote más generoso. Aquella filmación fue para el veterano director punto menos que una Odisea.[2]

- No desanimó a Juan Orol el ambiente pre-revolucionario que se respiraba en Cuba durante la filmación de Tahimí, la hija del pescador (1960). Tampoco que su estreno coincidiera, meses después, con el triunfo de la Revolución cubana (en la propaganda que se hizo para el estreno del filme rezaba la siguiente frase: “Primera película cubana que se estrena después del triunfo de la Revolución”, y el crítico René Jordán, irónico y cruel, apostilló en su crónica semanal de Bohemia: “pero artísticamente es el pasado régimen”). Orol, emocionado declaró solemne: “ahora, con estos nuevos aires de libertad, haré más películas en Cuba”. Un mes más tarde, el dúo Orol-Esquivel  se marchó de Cuba para no regresar jamás.[2]

- Esquivel fue interpretada por la actriz mexicana Gabriela de la Garza en la cinta El fantástico mundo de Juan Orol (2012), película inspirada libremente en la vida del polémico director.[3]

## Filmografía

### Cine
- Historia de un marido infiel (1956)
- Te odio y te quiero (1957)
- Los salvajes (1958)
- El farol de la ventana (1958)
- Mujer en condominio (1958)
- Zonga, el ángel diabólico (1958)
- Plazos traicioneras (1958)
- Los Santos Reyes (1959)
- Duelo en la cañada (1959)
- Tahimí, la hija del pescador (1960)
- Adiós, Ninón (1960)
- El duende y yo (1961)
- La tórtola del Ajusco (1962)
- Bajo el manto de la noche (1962)
- Sangre en la barranca (1963)
- El crimen de la hacienda (1964)

### Telenovelas
- El Crisol (1964)